# Christopher Reitz
Christopher Reitz (Frankfurt am Main, 3 april 1973) is een voormalig hockeyer uit Duitsland, die speelde als doelman. Met de Duitse nationale hockeyploeg nam hij driemaal deel aan de Olympische Spelen (1992, 1996 en 2000).
Bij zijn olympisch debuut, in 1992 in Barcelona, won Reitz de gouden medaille met de Duitse ploeg, die destijds onder leiding stond van bondscoach Paul Lissek. Hij was in Barcelona de stand-in van Michael Knauth. Vier jaar later in Atlanta waren de rollen omgedraaid. Reitz speelde in totaal 154 interlands voor zijn vaderland en kwam in clubverband uit voor Rüsselsheimer RK.

## Erelijst
- 1992 –  Olympische Spelen in Barcelona
- 1993 –  Wereldkampioenschap junioren in Terrassa
- 1994 –  Champions Trophy in Lahore
- 1994 – 4e WK hockey in Sydney
- 1995 –  Europees kampioenschap in Dublin
- 1995 –  Champions Trophy in Berlijn
- 1996 – 4e Olympische Spelen in Atlanta
- 1996 –  Champions Trophy in Madras
- 1997 –  Champions Trophy in Adelaide
- 1998 –  WK hockey in Utrecht
- 1998 – 6e Champions Trophy in Lahore
- 1999 –  EK zaalhockey in Slagelse
- 1999 –  Europees kampioenschap in Padova
- 2000 –  Champions Trophy in Amstelveen
- 2000 – 5e Olympische Spelen in Sydney
- 2001 –  Champions Trophy in Rotterdam

Andreas Becker · 
Christian Blunck · 
Carsten Fischer · 
Volker Fried  · 
Michael Hilgers · 
Andreas Keller · 
Michael Knauth · 
Oliver Kurtz · 
Christian Mayerhöfer · 
Sven Meinhardt · 
Michael Metz · 
Klaus Michler · 
Christopher Reitz · 
Stefan Saliger · 
Jan-Peter Tewes · 
Stefan Tewes · 
Coach: Paul Lissek
Christoph Bechmann · 
Andreas Becker · 
Patrick Bellenbaum · 
Christian Blunck · 
Oliver Domke · 
Björn Emmerling · 
Carsten Fischer · 
Volker Fried · 
Michael Green · 
Michael Knauth · 
Christian Mayerhöfer · 
Sven Meinhardt · 
Klaus Michler · 
Christopher Reitz · 
Stefan Saliger · 
Jan-Peter Tewes · 
Coach: Paul Lissek
Clemens Arnold · 
Christoph Bechmann · 
Philipp Crone · 
Oliver Domke · 
Christoph Eimer · 
Björn Emmerling · 
Michael Green · 
Florian Kunz · 
Christian Mayerhöfer  · 
Björn Michel · 
Sascha Reinelt · 
Christopher Reitz · 
Ulrich Moissl · 
Christian Wein · 
Tibor Weißenborn · 
Matthias Witthaus · 
Coach: Paul Lissek